# Roscius Capitolinus
Roscius Capitolinus (sein Praenomen ist nicht bekannt) war ein im 2. Jahrhundert n. Chr. lebender Angehöriger des römischen Ritterstandes (Eques).
Durch Militärdiplome, die z. T. auf den 6. Februar 158 datiert sind, ist belegt, dass Capitolinus 158 Kommandeur der Ala VII Phrygum war, die zu diesem Zeitpunkt in der Provinz Syria Palaestina stationiert war.
Im Jahr davor war noch Lucius Versenus Aper Kommandeur der Einheit. Laut Werner Eck und Andreas Pangerl hängt der Wechsel des Kommandeurs im Jahr 157 vermutlich mit der Ernennung des neuen Statthalters für die Provinz zusammen, da die Statthalter bei der Besetzung von Kommandeursposten über Einfluss verfügten.